# Podocarpus chingianus
Podocarpus chingianus là một loài thực vật hạt trần trong họ Thông tre. Loài này được S.Y.Hu miêu tả khoa học đầu tiên năm 1964.